# Moscow Raceway
Le Moscow Raceway est un complexe sportif destiné aux sports mécaniques situé à Volokolamsk, dans l'oblast de Moscou, en Russie. Il a été conçu par Hermann Tilke et est inauguré le 14 juillet 2012 par les World Series by Renault.

## Historique
Il a accueilli trois championnats du monde : le FIA GT1, celui des voitures de tourisme et le Superbike, ainsi que les World Series by Renault qui l'ont inauguré.

## WTCC
| Année | Course   | Pilote           | Voiture          |
| ----- | -------- | ---------------- | ---------------- |
| 2013  | Course 1 | Yvan Muller      | Chevrolet Cruze  |
| 2013  | Course 2 | Michel Nykjær    | Chevrolet Cruze  |
| 2014  | Course 1 | José María López | Citroën C-Elysée |
| 2014  | Course 2 | Ma Qing Hua      | Citroën C-Elysée |
| 2015  | Course 1 | Yvan Muller      | Citroën C-Elysée |
| 2015  | Course 2 | Tiago Monteiro   | Honda Civic      |
| 2016  | Course 1 | ?                | ?                |
| 2016  | Course 2 | ?                | ?                |

## Jeux vidéo
Le circuit est présent dans les jeux vidéo suivants:
- RaceRoom Racing Experience